# Unione Sovietica ai Giochi della XXIV Olimpiade
L'Unione Sovietica partecipò ai Giochi della XXIV Olimpiade, svoltisi a Seul, Corea del Sud, dal 17 settembre al 2 ottobre 1988, con una delegazione di 481 atleti impegnati in ventisette discipline.

## Medaglie
| Medaglia | Nome             | Sport      | Evento          |
| -------- | ---------------- | ---------- | --------------- |
| Bronzo   | Unione Sovietica | Pallanuoto | Torneo maschile |

## Risultati

### Pallanuoto
| Atleta | Classifica |                             |
| --- | --- | --------------------------- |
| V · D · M Nazionale maschile sovietica di pallanuoto · Giochi olimpici - Seul 1988 1 Šaranov · 2 Mendygaliev · 3 Grišin · 4 Kolotov · 5 Naumov · 6 Berendjuga · 7 Kotenko · 8 Apanasenko · 9 Mshvenieradze · 10 Ivanov · 11 Markoč · 12 Smirnov · 13 Giorgadze · CT : Boris Popov | Bronzo |                             |
| Nazionale maschile sovietica di pallanuoto · Giochi olimpici - Seul 1988 | |                             |
| 1 Šaranov · 2 Mendygaliev · 3 Grišin · 4 Kolotov · 5 Naumov · 6 Berendjuga · 7 Kotenko · 8 Apanasenko · 9 Mshvenieradze · 10 Ivanov · 11 Markoč · 12 Smirnov · 13 Giorgadze · CT: Boris Popov                                                                                     | 1 Šaranov · 2 Mendygaliev · 3 Grišin · 4 Kolotov · 5 Naumov · 6 Berendjuga · 7 Kotenko · 8 Apanasenko · 9 Mshvenieradze · 10 Ivanov · 11 Markoč · 12 Smirnov · 13 Giorgadze · CT: Boris Popov | Unione Sovietica (bandiera) |